# Province de Nor Lípez
La province de Nor Lípez (en espagnol : Provincia de Nor Lípez) est l'une des 16 provinces du département de Potosí, en Bolivie. Son chef-lieu est la localité de Colcha "K".

## Population
Sa population s'élevait à 10 460 habitants au recensement de 2001.

## Lacs
- Lagune Pastos Grandes
- Lagune Kara